# 马扎尔盖茨
马扎尔盖茨（匈牙利語：Magyargéc，匈牙利語發音：[ˈmɒɟɒrɡeːt͡s]）是匈牙利诺格拉德州所辖的一个村。总面积12.35平方公里，总人口847，人口密度68.6人/平方公里（2011年1月1日）。